# Stadsboterhuis
Het Stadsboterhuis is een gebouw aan de markt van Delft, in de Nederlandse provincie Zuid-Holland, waar vroeger de echte Delftse boter werd verhandeld. Het is een beschermd rijksmonument. 
Het pand heeft een bakstenen lijstgevel met aan de Marktzijde voorzien van brede middenrisaliet.